# Place du Premier-Mai
La Place du Premier-Mai est une place du centre-ville de Dijon, située dans son secteur sauvegardé.

## Situation et accès
La place est située à côté de l'Hôpital général de Dijon, elle est essentiellement composée du pont des Chèvres qui couvre la rivière de l'Ouche. Sur celui-ci se trouve d'un côté une statue du poète dijonnais Prosper Jolyot de Crébillon ainsi que le monument dédié aux victimes du nazisme érigé sous l'égide du Secours Populaire après une souscription après la Seconde Guerre mondiale.

## Origine du nom
Elle a été nommée ainsi en 1897 en hommage à la Fusillade de Fourmies du 1er mai 1891.

## Historique
La place du Premier-Mai a été aménagée tout à la fin du XIXe siècle.

L'obélisque a été érigée par Émiland Gauthey auparavant en 1786 pour célébrer la liaison Saône-Seine et par extension Manche-méditerranée. 

En bordure des quais étaient implantés de nombreuses industries et entrepôts ainsi que la gare Dijon-Canal des chemins de fer départementaux édifiée au bord de la route de Beaune (actuelle avenue Jean-Jaurès depuis 1935). Tout sera détruit en 1970 pour laisser place à un jardin autour de l'obélisque et du Port du canal.

## Galerie

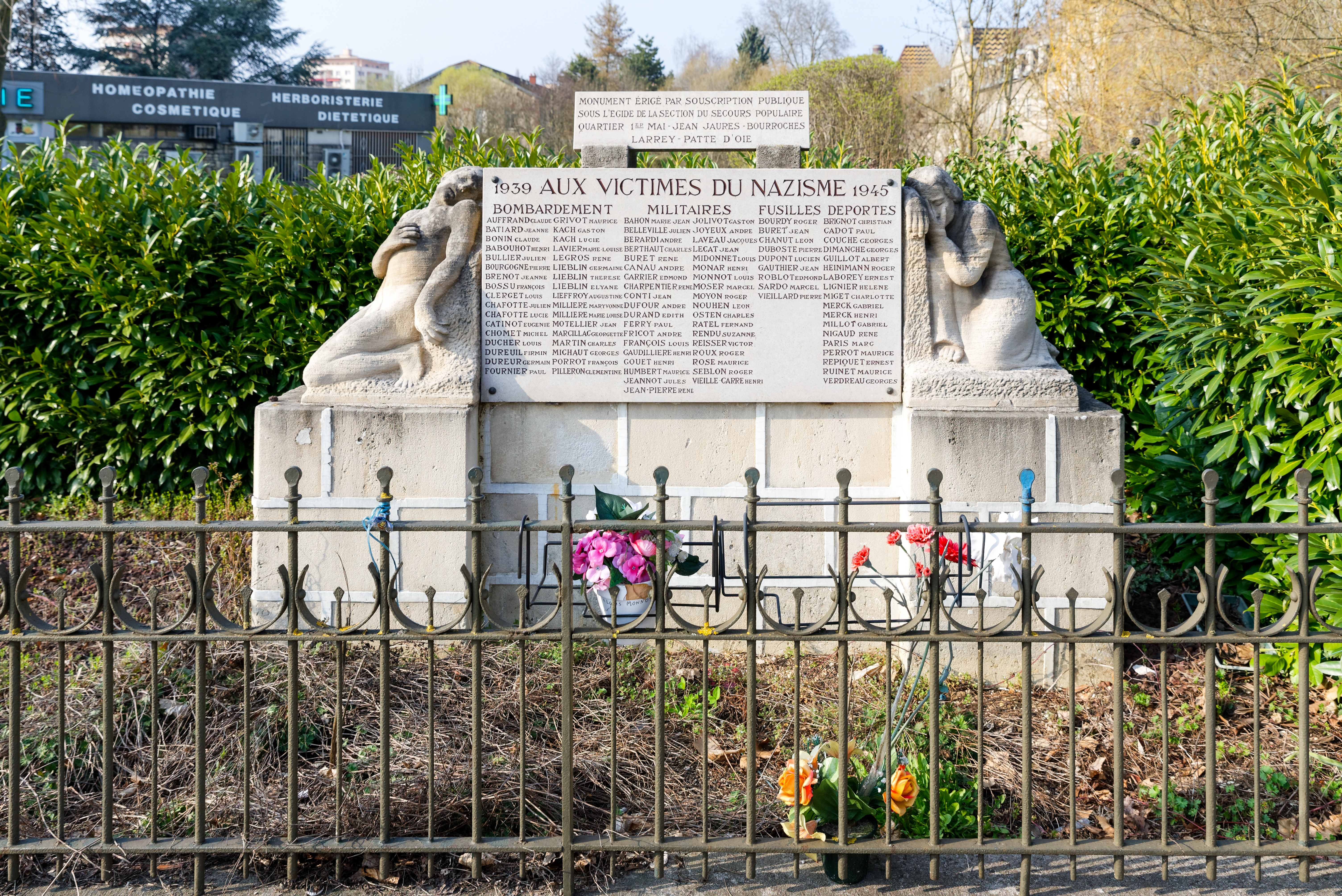
Monument aux victimes du nazisme
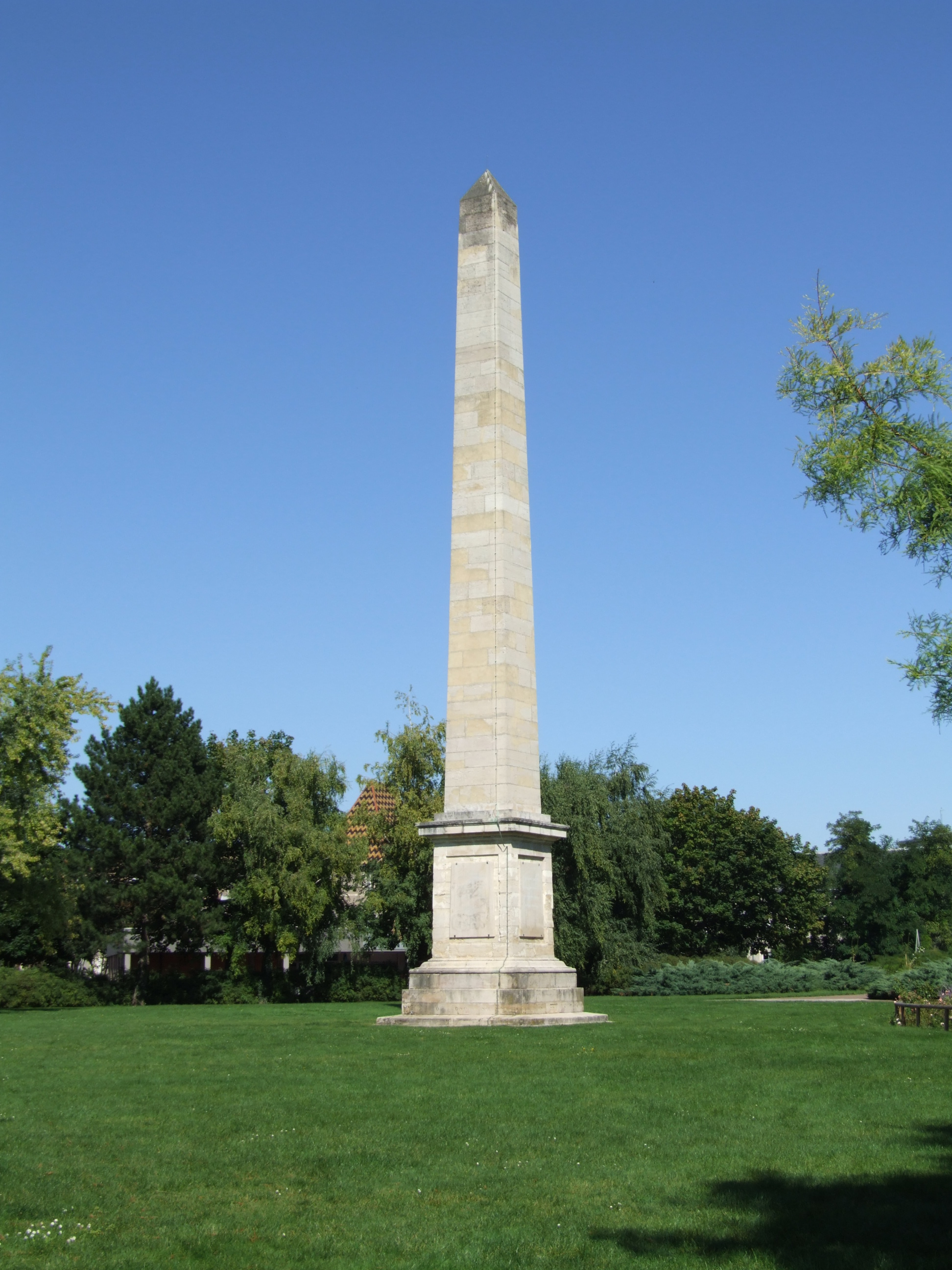
L'obélisque